# Domingo Tibaduiza
Domingo Tibaduiza es un atleta colombiano de largas distancias, que representó a su país en cuatro Juegos Olímpicos consecutivos, en varias pruebas: en los 10.000 metros (en 1972, 1976, 1980 y 1984), los 5.000 metros (1976) y en la maratón masculina (1980 y 1984). El 26 de septiembre de 1982, Tibaduiza ganó la Maratón de Berlín en 2 horas, 14 minutos y 47 segundos.
Actualmente, se dedica a la docencia impartiendo clases de español en un colegio de Estados Unidos.

## Logros
| Año  | Torneo            | Lugar            | Resultado | Evento    |
| ---- | ----------------- | ---------------- | --------- | --------- |
| 1986 | Maratón de Berlín | Berlín, Alemania | 1         | Atletismo |